# Батт, Гулам Дастгир
Гулам Дастгир Батт (англ. Ghulam Dastgir Butt, 15 ноября 1942) — пакистанский шахматист, национальный мастер.
Впервые обратил на себя внимание в Гастингсе в 1968 г. (занял последнее место в одном из побочных турниров). В то время журналистов и любителей шахмат интересовали только его родственные связи: он племянник М. Султан-Хана. Позже добился серьёзных спортивных успехов во внутренних турнирах и принял участие в ряде престижных международных соревнований.
Чемпион Пакистана 1974 г.
В составе сборной Пакистана участник шахматных олимпиад 1974 и 1984 гг. (в 1974 г. играл на 1-й доске, в 1984 г. был запасным; на обеих олимпиадах набрал более 50 % очков: в 1974 г. — 13 из 22, а в 1984 г. — 8 из 13).
Участник личного чемпионата Азии 1996 г.

## Спортивные результаты
| Год         | Город    | Соревнование                                 | +  | − | = | Результат | Место |
| ----------- | -------- | -------------------------------------------- | -- | - | - | --------- | ----- |
| 1968 / 1969 | Гастингс | Международный турнир (побочный турнир)       |    |   |   |           |       |
| 1974        | Карачи   | Чемпионат Пакистана                          |    |   |   |           | 1     |
|             | Ницца    | XXI Олимпиада (сборная Пакистана, 1-я доска) | 10 | 6 | 6 | 13 из 22  |       |
| 1984        | Салоники | XXVI Олимпиада (сборная Пакистана, запасной) | 8  | 5 | 0 | 8 из 13   |       |
| 1996        | Тегеран  | Чемпионат Азии                               |    |   |   |           | [ 2 ] |